# Sœurs de Notre Dame du Perpétuel Secours de Québec
Les Sœurs de Notre Dame du Perpétuel Secours de Québec forment une congrégation religieuse féminine enseignante et sociale de droit pontifical.

## Histoire
La congrégation est fondée le 28 août 1892 à Saint-Damien-de-Buckland par Joseph-Onésime Brousseau (1853-1920) et Virginie Fournier (1848-1918) pour prendre soins des orphelins, des personnes âgées et des malades. Les premières aspirantes sont initiées à la vie religieuse par les sœurs de Jésus-Marie ; elles prononcent  leur première profession religieuse le 27 mars 1894.
La communauté est approuvée le 2 juillet 1915 par Louis-Nazaire Bégin, archevêque de Québec. Les sœurs se multiplient rapidement ; en 1948, elles ouvrent leur première branche à l'étranger, en République dominicaine, puis en Haute-Volta (1955) et au Niger (1958). L'institut reçoit le décret de louange le 5 mars 1958.

## Activité et diffusion
Elles se consacrent à diverses œuvres éducatives et d'assistance sociale.
Elles sont présentes en:
- Amérique du Nord : Canada.
- Amérique centrale : Guatemala, Nicaragua.
- Amérique du Sud : Bolivie, Pérou, Uruguay.
- Antilles : Curaçao, République dominicaine, Haïti, Porto Rico.
- Afrique de l'Ouest : Burkina Faso, Niger.
- Afrique de l'Est : Burundi.

La maison-mère est à Saint-Damien-de-Buckland.
En 2017, la congrégation comptait 355 sœurs dans 41 maisons.